# Ivana Martinčić

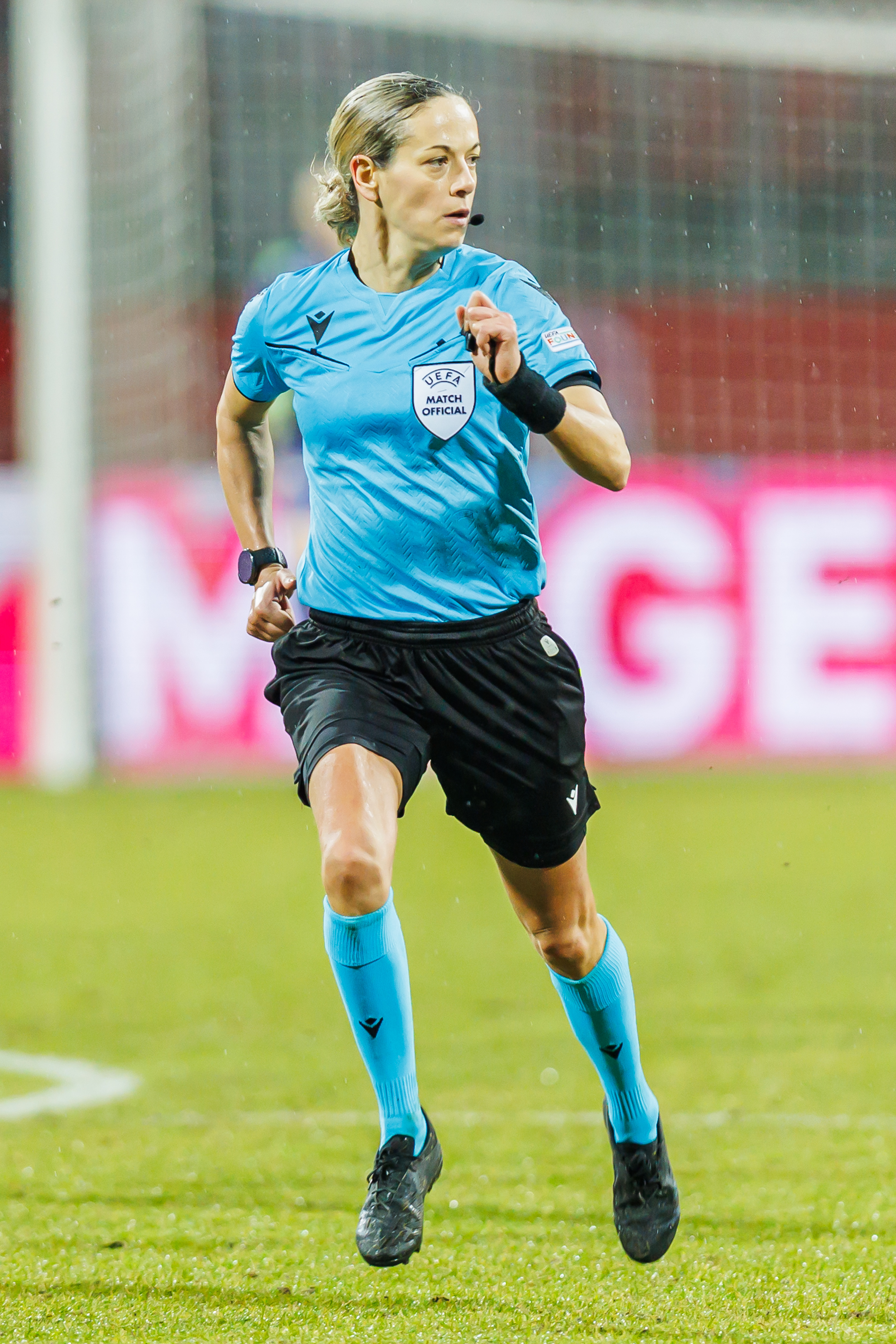
Ivana Martinčić (2025)

Ivana Martinčić (* 28. Juli 1985 in Koprivnica) ist eine kroatische Fußballschiedsrichterin.

## Werdegang
Seit 2014 steht sie auf der FIFA-Liste und leitet internationale Fußballpartien, sowohl Frauen- als auch Männerspiele.
Martinčić war Schiedsrichterin beim Algarve-Cup 2020.
Im September 2021 leitete sie als erste Frau einer Partie der ersten kroatischen Liga. Am 11. November 2021 pfiff sie mit dem WM-Qualifikationsspiel gegen Liechtenstein in Wolfsburg als erste Schiedsrichterin ein Spiel der deutschen Fußballnationalmannschaft der Männer.
Zudem war sie als Schiedsrichterin bei der U-17-Weltmeisterschaft 2022 in Indien im Einsatz.
Im Januar 2023 wurde Martinčić für die Weltmeisterschaft 2023 in Australien und Neuseeland nominiert.
Im darauffolgenden Jahr wurde sie bei der U-20-Weltmeisterschaft 2024 in Kolumbien als Schiedsrichterin eingesetzt.
Am 24. Mai 2025 leitete Martinčić das Finale der UEFA Women’s Champions League zwischen dem Arsenal Women FC und dem FC Barcelona (1:0).
Sie wurde als eine von 13 Schiedsrichterinnen für die Europameisterschaft 2025 in der Schweiz nominiert.

## Einsätze bei Turnieren
- Qualifikation zur UEFA-U19-Europameisterschaft der Frauen 2015
- UEFA-U17-Frauen-Europameisterschaft 2014–15, Qualifikation und Endrunde
- UEFA-U19-Frauen-Europameisterschaft 2016, Qualifikation und Endrunde
- Qualifikation für den Frauen-Eurocup 2017
- Qualifikation zur UEFA-U19-Frauen-Europameisterschaft 2017
- Qualifikations- und Endrunde der UEFA-U19-Frauen-Europameisterschaft 2018
- UEFA-Qualifikation für die FIFA Frauen-Weltmeisterschaft 2019
- Zypern-Cup 2019
- Algarve-Cup 2020
- Qualifikation für den Frauen-Eurocup 2021
- Qualifikation für die Fußballweltmeisterschaft der Männer 2021
- Fußball-Europameisterschaft der Frauen 2022

### Fußball-Europameisterschaft 2022
| Phase         | Datum         | Spielort   | Heimmannschaft | Gastmannschaft | Ergebnis  |
| ------------- | ------------- | ---------- | -------------- | -------------- | --------- |
| Gruppenphase  | 13. Juli 2022 | Leigh      | Niederlande    | Portugal       | 3:2 (2:1) |
| Gruppenphase  | 18. Juli 2022 | Manchester | Italien        | Belgien        | 0:1 (0:0) |
| Viertelfinale | 23. Juli 2022 | Rotherham  | Frankreich     | Niederlande    | 1:0 n. V. |

### Fußball-Weltmeisterschaft 2023
| Phase        | Datum        | Spielort | Heimmannschaft | Gastmannschaft | Ergebnis  |
| ------------ | ------------ | -------- | -------------- | -------------- | --------- |
| Gruppenphase | 1. Aug. 2023 | Dunedin  | Vietnam        | Niederlande    | 0:7 (0:5) |

### Fußball-Europameisterschaft 2025
| Phase        | Datum         | Spielort | Heimmannschaft | Gastmannschaft | Ergebnis             |
| ------------ | ------------- | -------- | -------------- | -------------- | -------------------- |
| Gruppenphase | 7. Juli 2025  | Genf     | Portugal       | Italien        | 1:1 (0:0)            |
| Gruppenphase | 13. Juli 2025 | Basel    | Niederlande    | Frankreich     | 2:5 (2:1)            |
| Halbfinale   | 22. Juli 2025 | Genf     | England        | Italien        | 2:1 n. V. (1:1, 0:1) |